# Avgolemono
L'avgolemono o salsa uovo-limone è una famiglia di salse e zuppe a base di tuorlo d'uovo e succo di limone mescolati con brodo, riscaldati fino a quando non si addensano. Si trovano nella cucina greca, araba, ebraica sefardita, turca, balcanica e cucina ebraica italiana. Nella cucina ebraica sefardita si chiama agristada o salsa blanco, e nella cucina italiana è nota come bagna brusca, brodettato o brodo brusco In arabo si chiama tarbiya o beida bi-lemoune "uovo al limone"; e in turco terbiye.

## Storia
Considerato un piatto rappresentativo della cucina greca dagli americani, l'avgolemono è originariamente ebraico sefardita: l'agristada è stata descritta da Claudia Roden come il "fondamento della cucina sefardita". L'agristada è stata prodotta dagli ebrei in Iberia prima dell'espulsione dalla Spagna con agresto, succo di melograno o succo d'arancia amara, ma senza aceto. Successivamente, il limone divenne l'ingrediente acido standard.

## Salsa
Come salsa si usa per i dolma, per verdure come i carciofi e per arrosti. Secondo Joyce Goldstein, il piatto terbiyeli köfte è preparato friggendo le polpette fino a quando non sono cotte, preparando poi una salsa deglassando la padella e usando i succhi di cottura per temperare l'avgolemono, che viene servito sopra le polpette.
In alcune cucine mediorientali, è usato come salsa per pollo o pesce. Tra gli ebrei italiani, è servito come condimento per pasta o carne.

## Zuppa
L'avgolemono può essere utilizzato anche per addensare zuppe e stufati. La Yuvarlakia è una zuppa di polpette greca a base di riso e polpette di carne. Alla zuppa si aggiunge dell'avgolemono per addensarla. La zuppa di magiritsa è una zuppa greca di frattaglie di agnello servita per interrompere il digiuno della Grande Quaresima.

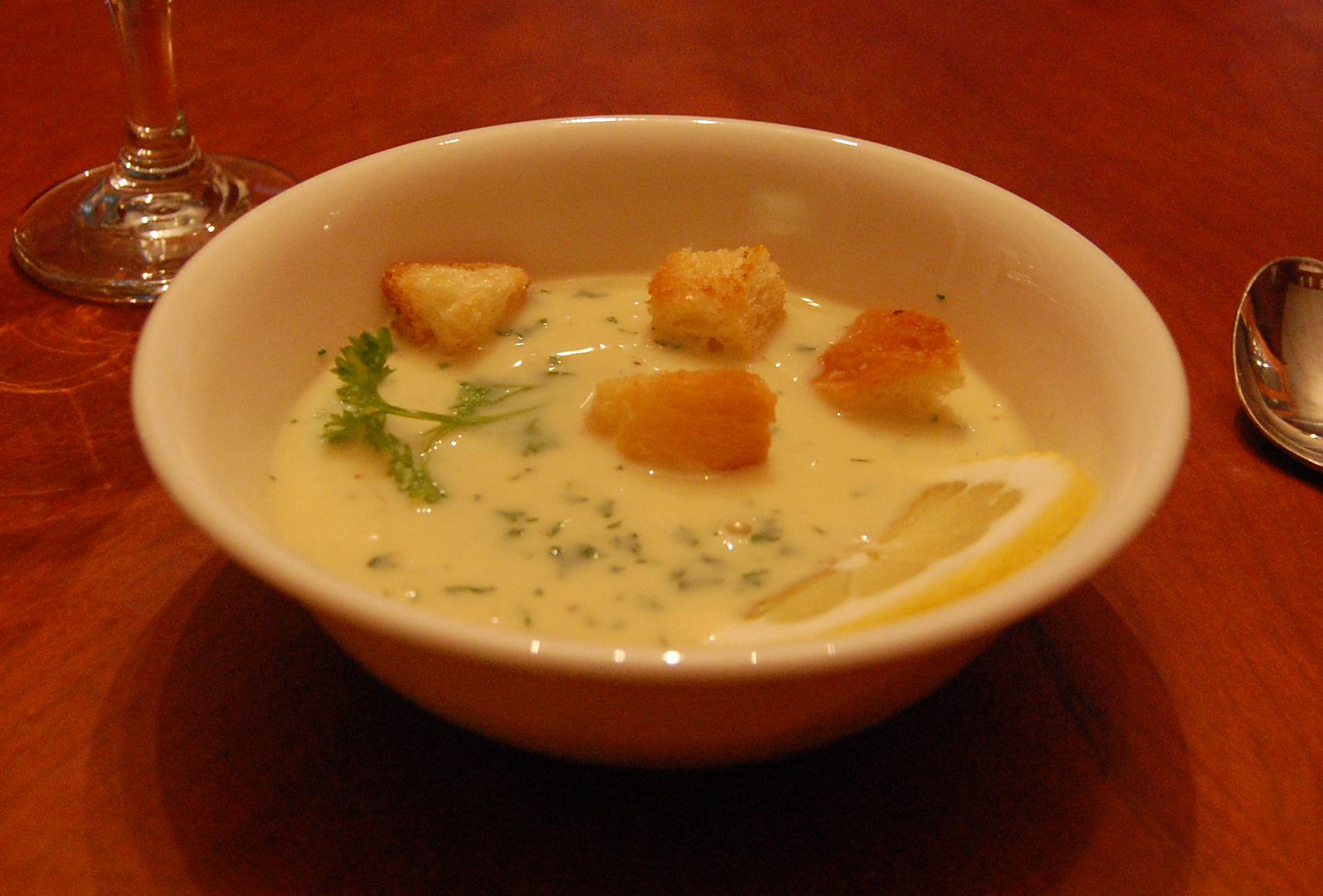
zuppa di Avgolemono

Per alcuni ebrei sefarditi, questa zuppa (chiamata anche sopa de huevo y limón) è un modo tradizionale per interrompere il digiuno dello Yom Kippur.
Come zuppa, l'avgolemono di solito si cucina con il brodo di pollo, sebbene vengano utilizzati anche brodi di carne (di solito agnello), pesce o vegetali. In genere, riso, orzo, pastina o tapioca vengono cotti nel brodo prima di aggiungere la miscela di uova e limone. La sua consistenza varia da quasi-stufato a quasi-brodo.
La zuppa è solitamente preparata con uova intere, ma a volte solo con tuorli. Gli albumi possono essere sbattuti separatamente in una schiuma prima di mescolarli con i tuorli e il succo di limone, oppure le uova intere possono essere sbattute con il succo di limone. L'amido della pasta o del riso contribuisce a stabilizzare l'emulsione.